# Zhaodi
Zhaodi (94 a.C. — 74 a.C.) foi um imperador chinês da dinastia Han Ocidental.